# Цитаделата отговори
„Цитаделата отговори“ е български игрален филм (криминален) от 1970 година на режисьора Генчо Генчев, по сценарий на Рангел Игнатов. Оператор е Стоян Злъчкин. Музиката във филма е композирана от Атанас Бояджиев.

## Сюжет
В западната шпионска централа „Цитадела“ се получават стопански и военни сведения от нашата страна. Служителят на Държавна сигурност майор Хариев е натоварен да открие кой е техният резидент тук. Установява се, че шпионинът е между притежателите на лека кола Фолксваген и получава списание „Ел“ чрез друго лице. Така майор Хариев стига до Иван Болярски – директор на Интроспред. В една дъждовна нощ Хариев проследява и подслушва разговора на Болярски с неговия сътрудник Ястреба. В последния момент е разкрит от Ястреба и при схватката с него го убива. Налага се Болярски да бъде арестуван, а Хариев да „заеме“ неговото място.

## Награди
- Наградата на Министерството на вътрешните работи на ФБФ „Златна роза“, (Варна, 1970).

## Актьорски състав
| Изпълнител                                            | Роля                                                         |
| ----------------------------------------------------- | ------------------------------------------------------------ |
| Георги Георгиев – Гец                                 | майор Петър Хариев, служител на Държавна сигурност           |
| Иван Кондов                                           | полковник Орлинов, следовател от Държавна сигурност          |
| Петър Слабаков                                        | Иван Болярски, директор на обединение „Интроспред“ и шпионин |
| Желчо Мандаджиев (като Ж. Мандаджиев)                 | генералът                                                    |
| Евстати Стратев (като Е. Стратев)                     | полковник Николов                                            |
| Андрей Аврамов (като А. Аврамов)                      | Владимир                                                     |
| Надежда Казасян (като Н. Казасян)                     | доктор Ана Хариева, съпруга на Петърр Хариев                 |
| Искра Хаджиева (като И. Хаджиева)                     | козметичката                                                 |
| Ганчо Ганчев (като Г. Ганчев)                         | инженер Русев                                                |
| Георги Джубрилов (като Г. Джубрилов)                  | „Ястреба“                                                    |
| Валентин Русецки (като В. Русецки)                    | лаборант в МВР                                               |
| Владимир Русинов (като В. Русинов)                    |                                                              |
| В. Коклин                                             |                                                              |
| Иван Джамбазов (не е посочен в надписите на филма)    | сътрудник на МВР                                             |
| Светозар Неделчев (не е посочен в надписите на филма) | мъжът, даващ пари на инж. Русев в казиното                   |
| Димко Минов (не е посочен в надписите на филма)       |                                                              |
| Борис Хаджиев (не е посочен в надписите на филма)     |                                                              |
| Валентин Христов (не е посочен в надписите на филма)  |                                                              |